# Aristolochia gaudichaudii
Aristolochia gaudichaudii Duch. – gatunek rośliny z rodziny kokornakowatych (Aristolochiaceae Juss.). Występuje naturalnie na Molukach, Nowej Gwinei oraz Archipelagu Bismarcka.

## Morfologia
PokrójPnącze o trwałych i zdrewniałych pędach. Dorasta do 20 m wysokości.
LiścieSą potrójnie klapowane. Mają owalny lub deltoidalny kształt. Mają 11–22 cm długości oraz 10–18 cm szerokości. Nasada liścia ma prawie ucięty kształt. Całobrzegie, z ostrym lub spiczastym wierzchołkiem. Ogonek liściowy jest nagi i ma długość 2,5–8,5 cm.
KwiatyZebrane są w gronach o długości 6 cm. Są wyprostowane. Mają białą lub żółtawą barwę i 8–15 mm długości. Łagiewka ma elipsoidalny kształt.
OwoceTorebki o podłużnym kształcie. Mają 4–6 cm długości i 3 cm szerokości.

## Biologia i ekologia
Rośnie w wiecznie zielonych lasach, w zaroślach lub na brzegach rzek. Występuje na terenach nizinnych.